# Rhombophryne
A Rhombophryne a kétéltűek (Amphibia) osztályába, valamint a békák (Anura) rendjébe és a szűkszájúbéka-félék (Microhylidae) családjába tartozó nem.

## Előfordulása
A nembe tartozó fajok Madagaszkár endemikus fajai.

## Rendszerezés
A nembe az alábbi fajok tartoznak:
- Rhombophryne botabota Scherz, Glaw, Vences, Andreone, and Crottini, 2016
- Rhombophryne coronata (Vences & Glaw, 2003)
- Rhombophryne coudreaui (Angel, 1938)
- Rhombophryne diadema Scherz, Hawlitschek, Andreone, Rakotoarison, Vences, and Glaw, 2017
- Rhombophryne ellae Scherz, 2020
- Rhombophryne guentherpetersi (Guibé, 1974)
- Rhombophryne laevipes (Mocquard, 1895)
- Rhombophryne longicrus Scherz, Rakotoarison, Hawitschk, Vences & Glaw, 2015
- Rhombophryne mangabensis Glaw, Köhler & Vences, 2010
- Rhombophryne matavy D'Cruze, Köhler, Vences, and Glaw, 2010
- Rhombophryne minuta (Guibé, 1975)
- Rhombophryne nilevina Lambert, Hutter, and Scherz, 2017
- Rhombophryne ornata Scherz, Ruthensteiner, Vieites, Vences & Glaw, 2015
- Rhombophryne proportinalis Scherz, Hutter, Rakotoarison, Riemann, Rödel, Ndriantsoa, Glos, Roberts, Crottini, Vences, and Glaw, 2019
- Rhombophryne regalis Scherz, Hawlitschek, Andreone, Rakotoarison, Vences, and Glaw, 2017
- Rhombophryne savaka Scherz, Glaw, Vences, Andreone, and Crottini, 2016
- Rhombophryne serratopalpebrosa (Guibé, 1975)
- Rhombophryne tany Scherz, Ruthensteiner, Vieites, Vences & Glaw, 2015
- Rhombophryne testudo Boettger, 1880
- Rhombophryne vaventy Scherz, Ruthensteiner, Vences & Glaw, 2014